# Drepanogynis ellipsis
Drepanogynis ellipsis är en fjärilsart som beskrevs av Claude Herbulot 1954. Drepanogynis ellipsis ingår i släktet Drepanogynis och familjen mätare. Inga underarter finns listade i Catalogue of Life.